# Au/Ra
Jamie Lou Stenzel, mer känd under sitt artistnamn Au/Ra, född 15 maj 2002 på Ibiza och uppvuxen i Antigua och Barbudas huvudstad Saint John's, är en antiguansk-tysk singer-songwriter. Hon släppte sin första singel "Concrete Jungle" 2016 som snabbt fick 15 miljoner streams världen över. 2018 så släppte hon låten "Panic Room" som handlar om ångest och psykisk ohälsa och som även har blivit remixad av DJ:n CamelPhat samt att hon medverkade på Alan Walkers låt "Darkside". Hennes originalversion av "Panic Room" har fått över 100 miljoner streams världen över.
Au/Ra föddes på Ibiza och bodde där fram till fem års ålder, 2007, då hon flyttade tillsammans med sin familj till Saint John's där hon växte upp. Hon är dotter till den tyske producenten Torsten Stenzel.